# Derolus garnieri
Derolus garnieri es una especie de escarabajo longicornio del género Derolus, tribu Cerambycini, subfamilia Cerambycinae. Fue descrita científicamente por Adlbauer en 2009.

## Descripción
Mide 15 milímetros de longitud.

## Distribución
Se distribuye por Malaui.